# Dendrosporomyces prolifer
Dendrosporomyces prolifer är en svampart som beskrevs av Nawawi, J. Webster & R.A. Davey 1977. Dendrosporomyces prolifer ingår i släktet Dendrosporomyces, klassen Agaricomycetes, divisionen basidiesvampar och riket svampar.   Inga underarter finns listade i Catalogue of Life.